# Рене Дюменіль
Рене Альфонс Адольф Дюменіль (фр. René Alphonse Adolphe Dumesnil; 19 липня 1879, Руан — 24 грудня 1967, Париж) — французький музичний критик, історик музики, літературознавець.
Вивчав в Сорбонні літературу і медицину. Виступав як музичний критик в газетах Mercure de France (з 1930 року) і Le Monde (з 1944 року). У 1965 році був обраний дійсним членом Академії витончених мистецтв.
Як літературознавець відомий серією робіт про Гюстава Флобера, за яку у 1949 році отримав Національну літературну премію.
Музикознавчі праці присвячені головним чином сучасній музиці. Серед них можна виділити, насамперед, масштабну оглядову працю «Ілюстрована історія музичного театру» (фр. Histoire illustrée du théâtre lyrique; 1953) і книгу про Ріхарда Вагнера (1929, доповнене видання 1954). Написав також монографію про «Дон Жуана» Моцарта (1927, доповнене видання 1955), нарис «Сучасна музика у Франції» (фр. La Musique contemporaine en France; 1930, доповнене видання 1949) тощо.